# Jacques Eyser
Jacques Henri Louis Eysermann, dit Jacques Eyser, né le 29 août 1912 à Deauville et mort le 11 avril 1999 à Boulogne-Billancourt, est un acteur français, sociétaire honoraire de la Comédie-Française.

## Biographie
Le 13 octobre 1932, Jacques Eyser joue dans Andromaque à la Salle Gaveau avec les « Tragédiens associés » (Raoul-Henry, Audel, Carretier, Franconi, Gazonne, Brianne, Fondère). 
  
En 1933, il obtient au Conservatoire de Paris le premier prix de tragédie et un deuxième prix de comédie et signe avec M. Paul Abram, directeur de l'Odéon, un premier engagement de deux années.

Le théâtre de l'Odéon devenu en 1946 la deuxième salle du Français, il y est engagé comme pensionnaire. 

Sociétaire de 1954 à 1978, doyen de 1975 à 1978, année où il prend sa retraite, il reste toutefois sociétaire honoraire de 1979 à sa mort.
Il participe à la création de la compagnie Jean-Laurent Cochet au théâtre Hébertot dans les années 1980 où il jouera encore beaucoup de personnages.
Principalement acteur de théâtre, il est aussi apparu dans de nombreux films et téléfilms.
Veuf le 19 avril 1954 de l'actrice Elmire Vautier épousée le 16 mai 1944 à Neuilly-sur-Seine, il se remarie en 1955 avec Marie Navarre (1924 - 2008).
Jacques Eyser meurt le 11 avril 1999 à Boulogne-Billancourt.
La presse dit alors de lui que les rôles classiques des pères nobles, des "manteaux" et des raisonneurs furent les spécialités de Jacques Eyser, qui était également à l'aise avec sa grande taille et sa voix tonitruante dans des rôles typés ou hauts en couleur.

## Filmographie

### Cinéma
- 1952 : Les Amants de minuit de Roger Richebé : L'avocat
- 1952 : La Fête à Henriette de Julien Duvivier : Un déménageur
- 1952 : Coiffeur pour dames de Jean Boyer : Vatherin
- 1952 : Je l'ai été trois fois de Sacha Guitry : Le sultan (non crédité)
- 1952 : Le Petit Monde de don Camillo de Julien Duvivier : La voix de Peppone (version française)
- 1953 : Le Retour de don Camillo de Julien Duvivier : La voix de Peppone (version française)
- 1953 : Cent francs par seconde de Jean Boyer : Le fakir
- 1954 : La Reine Margot de Jean Dréville : Caboche
- 1955 : La Madelon de Jean Boyer : La Chapelle
- 1955 : Le Fil à la patte de Guy Lefranc : Général Urugua
- 1956 : Alerte au Deuxième Bureau de Jean Stelli
- 1956 : Marie-Antoinette reine de France de Jean Delannoy : Joad
- 1957 : Donnez-moi ma chance de Léonide Moguy : Fournier
- 1957 : Pot-Bouille de Julien Duvivier : Le médecin (non crédité)
- 1958 : Le Bourgeois gentilhomme de Jean Meyer : Le Maître d'armes
- 1965 : Le Corniaud de Gérard Oury : Un complice de Saroyan
- 1974 : Vos gueules, les mouettes ! de Robert Dhéry : Le PDG de l'ORTF
- 1974 : Stavisky d'Alain Resnais : Véricourt

### Télévision
- 1965 : Le Naïf amoureux (Téléfilm)
- 1968 : Au théâtre ce soir (Série TV) : Josselin / M. Sasselin
- 1970 : Monsieur de Pourceaugnac (Téléfilm) : Oronte
- 1971 : Les Fausses Confidences (Téléfilm) : M. Rémy
- 1972 : La Station Champbaudet de Georges Folgoas (Téléfilm) : Théodore Garambois
- 1972 : Les Femmes savantes (Téléfilm) : Aristide
- 1972 : Ruy Blas (Téléfilm) : Don Guritan
- 1973 : L'Avare (Téléfilm)
- 1977 : Lorenzaccio (Téléfilm)
- 1980 : La Folle de Chaillot (Téléfilm) : L'égoutier
- 1981 : Le Bourgeois gentilhomme (Téléfilm) : Le Maître d'armes
- 1983 : Les Beaux Quartiers (Téléfilm) : M. de Vinet

### Doublage
- Gino Cervi dans (6 films) :
  - Le Petit Monde de don Camillo (1952) : Peppone
  - Le Retour de don Camillo (1953) : Peppone
  - La Grande Bagarre de don Camillo (1955) : Peppone
  - Don Camillo Monseigneur (1961) : Peppone
  - En avant la musique (1962) : Mario Venicio
  - Don Camillo en Russie (1965) : Peppone
- 1951 : Robert Gist dans Un si doux visage
- 1953 : Tino Buazzelli dans L'Ennemi public nº 1
- 1954 : Folco Lulli dans Le comte de Monte-Cristo
- 1956 : Cesare Fantoni dans Roland, prince vaillant (Orlando e i paladini di Francia)
- 1957 : Alberto Farnese dans La Belle et le Corsaire (Il corsaro della Mezza Luna)
- 1958 : Archevêque Thurston dans Les Vikings
- 1959 : Luigi Tosi dans David et Goliath
- 1961 : Walter Barnes dans Le Boucanier des îles (Il giustiziere dei mari)
- 1961 : Gianni Solaro dans La Bataille de Corinthe
- 1962 : Renzo Ricci dans Sémiramis déesse de l’orient (Io Semiramide)
- 1962 : Erminio Spalla dans La Colere d’Achille  (L’Ira di Achille )
- 1962 : Roldano Lupi dans L'Île aux filles perdues (Le prigioniere dell'isola del diavolo)
- 1963 : Robert Buchanan dans La Fille qui en savait trop
- 1967 : John Bluthal (en) dans Casino Royale
- 1967 : Nello Pazzafini dans Wanted

## Théâtre

### Metteur en scène
- 1958 : La Dame de Monsoreau d'Alexandre Dumas, Comédie-Française
- 1965 : Rodogune de Corneille, Comédie-Française